# Joseph Sun Jigen
Joseph Sun Jigen (chiń. 孫繼根; ur. 2 sierpnia 1967) – chiński duchowny katolicki, biskup koadiutor Yongnian w latach 2011–2021, biskup diecezjalny Yongnian od 2021.

## Życiorys
Święcenia kapłańskie otrzymał 3 maja 1995.
Został wybrany biskupem koadiutorem Yongnian. Sakrę biskupią przyjął z mandatem papieskim 21 czerwca 2011. 